# Tubby the Tuba
Tubby the Tuba è una canzone del 1945 scritta da Paul Tripp (testo) e George Kleinsinger (accompagnamento). La prima registrazione è del 1946 e ha come voce narrante quella di Victor Jory. L'anno successivo, una nuova incisione della Decca di Danny Kaye venne inclusa nell'album Hans Christian Andersen, assieme al seguito Tubby the Tuba at the Circus.

## Storia
Tubby the Tuba venne composta durante la seconda guerra mondiale, poco dopo l'attacco di Pearl Harbor. Dopo che Tripp e Kleinsinger eseguirono il loro primo brano, un bassotubista affermò che anche i bassotuba possono cantare. Da ciò Tripp trasse l'idea per un testo musicale, su un bassotuba che cerca una canzone tutta sua.
Alla fine del conflitto Tubby the Tuba venne realizzato e registrato, guadagnando un certo successo. George Pal decise di farne un Puppetoon, che venne candidato ai premi Oscar. Nel 1975 Alexander Schure invece ne trasse un film.
Furono scritte altre due composizioni incentrate su alcuni personaggi secondari, quali Peepo the Piccolo e Celeste. Nel 1958 venne pubblicata una versione di Tubby the Tuba raccontata da José Ferrer e candidata come miglior canzone per bambini ai primi Grammy Awards; The Manhattan Transfer registrarono un album in studio con protagonista Tubby nel 1995, in cui sono presenti i seguiti The Further Adventures of Tubby the Tuba, Tubby the Tuba Joins the Circus e Tubby the Tuba Meets a Jazz Band.
Il brano venne tradotto in oltre trenta lingue e la registrazione di Jory venne inclusa nel National Recording Registry in 2005.

## Opere derivate
La canzone ha ispirato l'omonimo film d'animazione del 1975.